# Халимонове
Халимо́нове (до 1924 — Лихошерстове) — село в Україні, у Бахмацькій міській громаді Ніжинського району Чернігівської області. Розташоване в східній частині району.
На півночі межує з селом Митченками, на заході з центром громади містом Бахмачем, на сході з Тулушкою, на півдні з Тиницею. До 2020 сільській раді підпорядковувалися села: Халимонове, Мовчинів, Глибоке, Вишневе, Стожків, Калинівка. Сільським головою був  Олександр Євтушенко.

## Історія
Перша згадка про село датована другою половиною XVIII століття. Відомо, що перші жителі села поселились на цій території в епоху останнього періоду Гетьманщини, з числа так званих «казенних» людей. Ці люди переселились на землю козацької старшини.
Існує легенда про назву села. А легенда така: один селянин в давні часи був чумаком і часто їздив до Криму. Одного разу, приїхавши із поїздки, почав розповідати односельцям, що слово «улюблений» на грецькій мові «філомон». А в односельців це слово виходило «халимон», тому що звука «ф» тоді не було. Звідси і пішла назва села — «улюблене» тобто «халимон», а хто в ньому живе — халимонівці.
За іншою легендою — центральна вулиця села в XIX столітті називалась Ставковою, яка вела на Київ і якою в 1824 році проїздив російський поет О. С. Пушкін. Він дав гроші на будівництво місцевої школи. Тому, коли вона була побудована, дістала назву пушкінської. Пізніше вона стала церковно-приходською, а коли були створені Земства — земською.
До 1917 року село являло собою сукупність близько розташованих один від одного хуторів, що називались іменами перших поселенців чи поміщиків, що господарювали в них. 
Це такі: Лихошерстів хутір, Хутір Стожків, хутір Мовчинів, хутір Якименків. У 1939 році хутір Якименків був розселений, так як жителі його переселилися в центр села Халимонове.
У грудні 1917 року була перша спроба встановити радянську окупацію.
У 1924 році голова сільської ради Г. М. Халимон запропонував районній комісії, яка приїхала перейменувати хутір Лихошерстова в хутір Халимонове за більшістю прізвищ селян, перейменувати й школу. Вона стала називатись Халимонівською семирічною школою.
На 1939 рік в селі проживало 967 чоловік.
З 9 вересня 1941 року по 9 вересня 1943 року село було зайняте німецькими військами. Під час війни господарство села було зруйноване, в тому числі й приміщення школи.
У 1959 році в селі був створений колгосп імені Ватутіна, а головою обрано В. М. Сіденка.
З часом назріла потреба в будівництві нового приміщення школи. Завдяки колишньому голові колгоспу В. М. Сіденку в 1990 році учні перейшли навчатися в нове приміщення школи. А у 90-х роках школі був наданий статус середньої.
12 червня 2020 року, відповідно до розпорядження Кабінету Міністрів України № 730-р «Про визначення адміністративних центрів та затвердження територій територіальних громад Чернігівської області», увійшло до складу Бахмацької міської громади.
19 липня 2020 року, в результаті адміністративно-територіальної реформи та ліквідації Бахмацького району, село увійшло до складу Ніжинського району Чернігівської області.

## Голодомор
Село постраждало внаслідок геноциду українського народу 1932—1933, проведеного урядом СРСР та спецпідрозділами радянської армії. Зокрема, у Національній книзі пам'яті містяться такі прізвища осіб (у тому числі дітей), замучених голодом радянською владою:
- Білоштан Ганна Семенівна, 1933 р., голод
- Ворвихвіст Степан Миколайович, 10 р., утриманець, 19 червня 1933 р., голод
- Ганжала Володимир Петрович, 23 лютого 1932 р., утриманець, 23 вересня 1932 р., голод
- Гаценко Марія Василівна, 1922 р.н., 1933 р., голод
- Дерев'янка Дмитро Васильович, 24 червня 1933 р., голод
- Дорошенко Микола Васильович, 3 р., утриманець, 15 липня 1933 р., голод
- Євтушенко Олег Іванович, 52 р., 1933 р., голод
- Кириченко Федір Миколайович, 50 р., селянин, 2 червня 1933 р., голод
- Кобець Іван Пилипович, 64 р., селянин, 27 червня 1933 р., голод
- Кобець Любов Андріївна, 32 р., селянка, 25 жовтня 1932 р., голод
- Кондратенко Захар Матвійович, 1933 р., голод
- Коростошовець Іван Данилович, 32 р., селянин, 15 жовтня 1932 р., голод
- Кущенко Марія Євдокимівна, 1 р., утриманець, 25 липня 1932 р., голод
- Лебедь Василь Михайлович, 1р., утриманець, 28 серпня 1932 р., голод
- Лебедь Євдокія Федорівна, 74 р., утриманець, 21 липня 1932 р., старість
- Лебедь Наталія Пилипівна, 40 р., селянка, 7 вересня 1932 р., голод
- Литвиненко Петро Антонович, 10 м, утриманець, 6 червня 1932 р., голод
- Марусенко Іван Пантелеймонович, 1933 р., голод
- Марусенко Пантелій […], 1933 р., голод
- Марусенко Уляна Андріївна, 40 р., селянка, 25 червня 1933 р., голод
- Мірошниченко Катерина Степанівна, 1 р., утриманець, 1 жовтня 1932 р., голод
- Мороз Василь Кирилович, 4 м, утриманець, 6 вересня 1932 р., голод
- Петрусенко Мар'я Максимівна, 1 р., утриманець, 16 липня 1932 р., голод
- Проценко Параска Павлівна, 27 р., селянка, 20 червня 1932 р., екстремальні пологи
- Різник Ольга Гнатівна, 1 р., утриманець, 12 липня 1933 р., голод
- Семеренко […], голод
- Семеренко Гаврило Мусійович, 15 д., утриманець, 6 серпня 1932 р., голод
- Семеренко Григорій […], голод
- Семеренко Демид Петрович, 1933 р., голод
- Семеренко Ілля Мусійович, 14 д., 5 серпня 1932 р., голод
- Семеренко Мар'я Луківна, 1 р., утриманець, 25 серпня 1932 р., голод
- Семеренко Федора […], 1933 р., голод
- Собора Григорій Степанович, 1916 р., 1933 р., голод
- Собора Параска Андріївна, 27 вересня 1931 р., утриманець, 16 червня 1933 р., голод
- Собора Яків Степанович, 18 р., 1933 р., голод
- Сомак Михайло Григорович, 5 р., утриманець, 28 червня 1933 р., голод
- Тесля Варвара Яківна, 8 р., утриманець, 24 листопада 1932 р., кір
- Тесля Олександра Яківна, 4 м, утриманець, 28 листопада 1932 р., кір

Жодна особа, причетна до організації Голодомору на території села, не понесла покарання. Через 8 років радянські війська, причетні до організації Голодомору, вибито з села німецькими військами. Восени 1943 вони повернулися до села, вдавшись до насильницької мобілізації молоді до діючих військ сталінської армії. 1947 — новий терор голодом, який не мав уже радикальних наслідків для села, але остаточно підірвав його демографічну базу.

## Сучасний стан
На сьогоднішній час в селі знаходяться центральна садиба колгоспу імені Ватутіна, відділення зв'язку, середня школа, фельдшерсько-акушерський пункт, дитсадок, Будинок культури на 450 місць, бібліотека.

## Кінно-спортивний комплекс
Створений 1986, налічував 105 коней. Тепер на іподромі проводяться змагання з футболу серед команд області.

## Залізничний пункт
У селі розташований зупинний пункт Хутір-Халимонове конотопського напрямку Південно-Західної залізниці.

## Пам'ятки
- обеліск у пам'ять про воїнів — односельців, які загинули (89 чоловік) і радянських воїнів, полеглих в 1943 році при визволенні села (1969).

## Відомі особистості
- З Халимоновим пов'язане трудове життя голови місцевого колгоспу Героя Соціалістичної праці В. М. Сіденка. Його ім'я присвоєно одному з полів колгоспу, де встановлено пам'ятний знак.
- Уродженцем села є А Л.Собора (1946), генерал-лейтенант (колишній командир Російських військ у Чечні). Зараз проживає в Чернігові.
- Кошмал Сергій Станіславович (1989—2916) — молодший сержант ЗСУ, учасник російсько-української війни, загинув 2016-го у боях за Авдіївку.
- Богатирьов Іван Григорович — український кримінолог.
- Перепелятник Олег Миколайович (1979—2016) — солдат Збройних сил України, учасник російсько-української війни.
- Пилиповський Владислав Олександрович (1992—2016) — молодший сержант Збройних сил України, учасник російсько-української війни.